# Gare de Minami Woody Town
La gare de Minami Woody Town (南ウッディタウン駅, Minami-Uddi-taun-eki) est une gare ferroviaire située dans la ville de Sanda, dans la préfecture de Hyōgo au Japon. La gare est exploitée par la Kobe Electric Railway sur la ligne Kōen-Toshi.

## Service des voyageurs

### Desserte
La gare de Minami Woody Town est une gare disposant d'un quai et de deux voies.

| N° de voie | Ligne        | Direction       |
| ---------- | ------------ | --------------- |
| 1          | ▆ Kōen-Toshi | Woody Town Chūō |
| 2          | ▆ Kōen-Toshi | Sanda           |

| Kobe Electric Railway |                  |                  |                  |                           |
| Direction Yokoyama    | ligne Kōen-Toshi | ligne Kōen-Toshi | ligne Kōen-Toshi | Direction Woody Town Chūō |
| Flower Town KB31      |                  | Local 普通       |                  | Woody Town Chūō KB33      |